# Реми, Фридрих Гаврилович
Фридрих Гаврилович Реми (29 июля 1803, Оренбургская губерния — 11 декабря 1872, Санкт-Петербург) — генерал-лейтенант Российской армии, участник войны с Турцией (1828), подавления восстания в Польше (в 1831, в 1863) и Венгерской кампании (1848).

## Биография
Родился в дворянской семье: отец — Гавриил Павлович Реми, выходец из Швейцарии, голландский и русский военный инженер, генерал-майор; мать — Дарья Александровна фон Ашер. Лютеранского вероисповедания.
Получил домашнее образование. В 1818 поступил рядовым в Лейб-гвардии Московский полк, в том же году был произведён в подпрапорщики. В 1828 в чине подпоручика Измайловского полка участвовал при осаде и взятии Варны. Во время сражения проявил беспримерную храбрость, занимая различные редуты турецкой армии, находясь под беспрестанными пушечными и ружейными выстрелами. За храбрость был награждён орденом Св. Анны 4-й степени с надписью «За храбрость».

Не одни только роты 1-го батальона имели участие в действиях, происходивших 25 Сентября (1828, осада крепости Варны, прим.). При самом начале дела, первые взводы 5 и 6-й фузелерных рот, под командой Подпоручика Реми и Подпоручика Березовского, были посланы, по приказанию Начальника 7-й Пехотной дивизии Генерал-Лейтенента Ушакова, для составления резерва роты 14 Егерского полка, имевшей назначение овладеть Турецкими окопами, находившимися в крепостном рве, между вторым от морского берега бастионом и нашей брешь-батареей. Когда егеря, напав на турок, начали истреблять их, оба Измайловские взвода спустились за ними, и производили огонь по неприятельским войскам, время от времени появлявшимся во рву и на главном вале, а взвод Подпоручика Реми, содействуя егерям, переколол нескольких турок в их окопах.— Висковатов А. В. Историческое обозрение лейб-гвардии Измайловского полка, 1730—1850. – С. 275. (об осаде крепости Варны в 1828 г.)
В 1831 в чине поручика Измайловского полка участвовал при подавлении Польского восстания; исполнял также должность полкового квартирмейстера. В сражении за Варшаву был ранен в ногу выше щиколотки. За храбрость был награждён орденом Св. Георгия 4-й степени. По излечении от ранения вернулся в тот же полк.

Ещё 23 Августа во всех полках Гвардейской пехоты было объявлено приказание Главнокомандующего Графа Паскевича, заступившего вместо убитого Графа Дибича: вызвать из каждого полка по 100 охотников рядовых, при 10 унтер и 4 обер-офицерах. Как в предшествовавших войнах, так и теперь, на сделанный начальниками вызов, выходили из рядов целые отделения, и офицеры все единодушно изъявляли желание участвовать в числе первых на приступе. Нижние чины были выбраны начальством, а выбор офицеров был предоставлен жребию. В Измайловском полку он пал на Поручика Реми, Подпоручика Баранова и Прапорщиков Чебышёва и Рудзевича… Судьба сберегла для охотников Измайловского полка тот день, в который за 18 лет перед тем, он покрыл себя славою при Бородине… Тогда пошла на приступ пехота, предшествуемая охотниками… К 7 часам вечера, на всей линии атаки внешние укрепления были совершенно взяты,… наши войска вступили в город через Иерусалимскую заставу, и Измайловский полк расположился биваками на Александровской площади. …мужественно действовали его охотники, имевшие в покорении Варшавы блестящую долю. Из числа их 2 офицера (Поручик Реми и Прапорщик Рудзевич) были ранены, 2 (Подпоручик Баранов и Прапорщик Чебышёв) контужены, 5 унтер-офицеров и 15 рядовых ранены, а 1 рядовой убит. Столь малое число выбывших из строя произошло от быстроты, с какою наши войска атаковали и брали окопы.

Взятие приступом Варшавских укреплений принадлежит к числу славнейших подвигов, совершённых Русскими войсками. При выборе охотников, самолюбие одушевляло каждого из них, и каждый с нетерпением ждал минуты, в которую приказано будет идти на приступ. Гвардейские охотники вполне заслужили и возвысили преимущество, присвоенное им, как чинам Императорской Гвардии, и когда они исполнили своё назначение, свидетели их мужества храбрые Армейские полки, в дыму боевых выстрелов, приветствовали их, в знак одобрения, громкогласным «ура!».— Висковатов А. В. Историческое обозрение лейб-гвардии Измайловского полка, 1730—1850. – С. 293–298.
В 1842 в чине капитана был командирован в Павловский лейб-гвардии полк для исправления должности младшего штаб-офицера.
В 1845 в чине полковника был утверждён в должности батальонного командира того же полка. В составе полка участвовал в подавлении Венгерского восстания 1848 года.
В 1851 за отличие по службе был произведён в генерал-майоры с оставлением по гвардейской пехоте. В 1853 тем же чином был переведён в Казань, где вступил в должность командира 4-го округа Внутренней стражи. В 1863 был отчислен от должности и переведён помощником начальника 16-й пехотной дивизии, участвовавшей в подавлении Польского восстания. В следующем году возвратился в Казань, где продолжал исполнять должность командира 4-го округа Казанской стражи.
В 1865 был уволен в отставку с присвоением чина генерал-лейтенанта.
Похоронен в семейном склепе на Волковском лютеранском кладбище.

## Награды
- Орден Святого Георгия 4-го класса
- Орден Святого Владимира 3-й степени
- Орден Святого Владимира 4-й степени
- Орден Святой Анны 1-й степени
- Орден Святой Анны 2-й степени с Императорской короной
- Орден Святой Анны 3-й степени
- Орден Святой Анны 4-й степени с надписью «За храбрость»
- Орден Святого Станислава 1-й степени
- Серебряная медаль «За турецкую войну» 1828—1829 гг.
- Серебряная медаль «За взятие приступом Варшавы» 25 и 26 августа 1831 г.
- Бронзовая медаль «В память войны 1853—1856 гг.»
- Знаки отличия за 15, 20, 25, 30 и 35 лет беспорочной службы
- Польский знак отличия за военное достоинство 4-й степени
- 32 Высочайших благоволения от императора Николая I.

## Семья
Ф. Г. Реми был женат на Софье Васильевне Тихановской (1824—1869), принадлежавшей к старинному дворянскому роду, внесённому в VI часть Смоленской родословной книги, католического вероисповедания, дочери подполковника Василия Ивановича, участника Отечественной войны 1812 г.
Дети:
- Аделаида (род. 7 октября 1849), в замужестве Хоменко
- Владимир (род. 3 января 1851)
- Николай (род. 3 апреля 1852)
- Елизавета (род. 7 октября 1855)
- Надежда (род. 18 февраля 1857), замужем за П. С. Купинским
- Александр (род. 30 апреля 1858), в 1883 г. принял православие.
- Генриетта (род. 25 июня 1859)
- Серафима (2 ноября 1860 — 16 января 1919[1], Петроград)
- Людвиг (род. 17 июня 1862)
- София (род. 25 апреля 1864), замужем за полковником В. Тудерусом